# Xanthorhoe pseudognathos
Xanthorhoe pseudognathos là một loài bướm đêm trong họ Geometridae.